# Lijst van burgemeesters van Lopik
Dit is een lijst van burgemeesters van de Nederlandse gemeente Lopik in de provincie Utrecht.
| Ambtsperiode | Naam burgemeester                                  | Partij of stroming | Bijzonderheden      |
| ------------ | -------------------------------------------------- | ------------------ | ------------------- |
| 18?? - 1848  | Sebastiaan van Nooten                              |                    |                     |
| 1848 - 1878  | Sebastiaan Ignatius van Nooten                     |                    |                     |
| 1878 - 1903  | Sebastiaan Ignatius Cambier van Nooten (1852-1930) |                    |                     |
| 1903 - 1929  | K. Vink                                            | ARP                |                     |
| 1929 - 1936  | Herman (H.M.) Oldenhof                             | ARP                |                     |
| 1936 - 1944  | Lein (L.) Schuman                                  | ARP                |                     |
| 1945         | Arie (A.) van de Graaff                            | NSB                | waarnemend          |
| 1945 - 1969  | Lein (L.) Schuman                                  | ARP                |                     |
| 1969 - 1973  | Mr. Jan (J.A.) Oosterhoff                          | ARP                |                     |
| 1974 - 1981  | Mr. W. Blanken                                     | CDA                |                     |
| 1982 - 2008  | Drs. M.A.A. Schakel                                | CDA                |                     |
| 2008 - 2017  | Renate (R.G.) Westerlaken-Loos                     | CDA                | tot 2009 waarnemend |
| 2017         | Jan Pieter Lokker                                  | CDA                | waarnemend          |
| 2017 - heden | Laurens (L.J.) de Graaf                            | CDA                |                     |